# Call Me Chihiro
Pour plus de détails, voir Fiche technique et Distribution.
Call Me Chihiro (ちひろさん, Chihiro-san) est un film japonais réalisé par Rikiya Imaizumi (ja) et sorti en 2023. C'est une adaptation du manga homonyme de Hiroyuki Yasuda (ja).

## Synopsis
Chihiro a quitté son emploi de prostituée et travaille maintenant à mi-temps dans un magasin de bento d'une petite ville balnéaire. Elle vit heureuse sans essayer de cacher le fait qu'elle soit une ancienne prostituée et traite tout le monde sans discrimination.
Les gens qui se rapprochent d'elle ont chacun leur solitude. Elle partage des bentos avec un vieil homme sans abri et l'emmène se laver chez elle. Okaji est une lycéenne se sentant étouffée par sa famille stricte et éloignée de ses camarades de classe. Makoto est un jeune garçon que sa mère célibataire élève seule. Il a soif de l'amour de cette mère qui le laisse souvent se débrouiller car elle doit travailler. Taniguchi, est un client du magasin de bento qui se débat avec une relation père-fils compliquée. Baiju est une connaissance du temps où Chihiro était prostituée, Becchan une lycéenne déscolarisée et passionnée de mangas. Chihiro côtoie tout ce petit monde, leur parle et les encourage, parfois doucement, parfois fermement, pour qu'ils puissent affronter leur solitude et aller de l'avant.
La mort de sa mère, les retrouvailles avec Utsumi l'ancien gérant du bordel où elle travaillait, l'interaction avec Tae, la femme devenue aveugle du patron de la boutique de bento, à qui elle rend visite à l'hôpital font que Chihiro affronte aussi sa propre solitude et change peu à peu.

## Fiche technique
- Titre : Call Me Chihiro
- Titre original : ちひろさん (Chihiro-san?)
- Réalisation : Rikiya Imaizumi (ja)
- Scénario : Kaori Sawai et Rikiya Imaizumi, d'après le manga homonyme de Hiroyuki Yasuda (ja)
- Photographie : Hiroshi Iwanaga (ja)
- Musique : Shigeru Kishida (ja)
- Décors : Shinpei Inoue (ja)
- Montage : Takashi Satō (ja)
- Sociétés de production : Asmik Ace Entertainment et Digital Frontier
- Société de distribution : Netflix
- Pays de production :  Japon
- Langue originale : japonais
- Format : couleur — 1,85:1
- Genres : drame
- Durée : 131 minutes
- Date de sortie :
  - Monde : 23 février 2023 (sur Netflix)

## Distribution
Source : Natalie
- Kasumi Arimura : Chihiro / Aya
- Hana Toyoshima (ja) : Okaji / Kuniko Seo
- Tetta Shimada : Makoto Satake
- Yui Sakuma (ja) : Hitomi, la mère de Makoto
- Van : Bajiru
- Ryūya Wakaba (ja) : Taniguchi
- Itsuki Nagasawa (ja) : Becchan / Chinatsu Ube
- Miwako Ichikawa : Chihiro
- Keiichi Suzuki : le vieil homme SDF
- Mitsuru Hirata : Bito, le propriétaire du magasin de bento
- Jun Fubuki : Tae, sa femme
- Toshie Negishi : Nagai, l'employée du magasin de bento
- Lily Franky : Utsumi, l'ancien gérant de la maison close de Chihiro